# جورجون
جورجون بلدية في ولاية بارايبا في المنطقة الشمالية الشرقية من البرازيل.